# Welter Racing
Welter Racing – francuski zespół założony w 1990 roku przez Gérarda Weltera. Od 1990 roku ekipa startuje w 24-godzinnym wyścigu Le Mans pod nazwiskiem Gérarda Weltera lub Rachel Welter z prototypami LMP2. W historii startów ekipa pojawiała się także w stawce Le Mans Endurance Series, American Le Mans Series oraz Le Mans Series.

## Sukcesy zespołu
- 24h Le Mans

1993 - LMP (Patrick Gonin, Bernard Santal, Alain Lamouille)